# Hyalella patagonica
Hyalella patagonica is een vlokreeftensoort uit de familie van de Hyalellidae. De wetenschappelijke naam van de soort is voor het eerst geldig gepubliceerd in 1871 door Cunningham.